# Save Your Kisses for Me
A Save Your Kisses for Me (magyarul: Őrizd meg a csókjaidat nekem) című dal volt az 1976-os Eurovíziós Dalfesztivál győztes dala, melyet a brit Brotherhood of Man adott elő angol nyelven.

## Az Eurovíziós Dalfesztivál
A dal a február 25-én rendezett brit nemzeti döntőn nyerte el az indulás jogát.
A dal gyors tempójú, melyben az énekes munkába menet arra kéri a szeretett személyt, hogy várja őt haza. A csavar az utolsó sorban található, amikor kiderül, hogy egy hároméves gyermek a dal megszólítottja. Az előadás az együttes négy tagja által bemutatott koreográfia miatt is emlékezetes.
Az április 3-án rendezett döntőben a fellépési sorrendben elsőként adták elő, a svájci Peter, Sue & Marc Djambo, Djambo című dala előtt. A szavazás során százhatvannégy pontot szerzett, mely az első helyet érte a tizennyolc fős mezőnyben. Ez volt az Egyesült Királyság harmadik győzelme.
A verseny után a slágerlistákon is hasonlóan sikeres volt, az Egyesült Királyságban az 1976-os év legnagyobb példányszámban eladott kislemeze volt, és hat hétig vezette a slágerlistát. Listavezető volt még Hollandiában és Norvégiában, illetve a slágerlista első tíz helyezettje közé jutott Ausztriában, Svájcban, Svédországban és Új-Zélandon is.
A következő brit induló Lynsey De Paul és Mike Moran Rock Bottom című dala volt az 1977-es Eurovíziós Dalfesztiválon.
A következő győztes a francia Marie Myriam L'oiseau et l'enfant című dala volt.

### Kapott pontok
|                                              | Zsűrik |     |     |     |     |     |     |     |     |     |     |     |     |     |     |     |     |    |
| GBR                                          | SUI    | GER | ISR | LUX | BEL | IRE | NED | NOR | GRE | FIN | ESP | ITA | AUT | POR | MON | FRA | YUG |    |
| Kapott pontok                                |        | 12  | 8   | 12  | 8   | 12  | 3   | 10  | 12  | 12  | 10  | 12  | 4   | 10  | 12  | 10  | 7   | 10 |
| A tábla a fellépés sorrendjében van rendezve |        |     |     |     |     |     |     |     |     |     |     |     |     |     |     |     |     |    |

## Slágerlistás helyezések
| Slágerlisták (1976) | Lh.* |
| ------------------- | ---- |
| Ausztria            | 3    |
| Belgium (Flandria)  | 1    |
| Belgium (Vallónia)  | 1    |
| Dánia               | 1    |
| Egyesült Királyság  | 1    |
| Hollandia           | 1    |
| Németország         | 2    |
| Norvégia            | 1    |
| Svájc               | 2    |
| Svédország          | 6    |
| Új-Zéland           | 9    |

*Lh. = Legjobb helyezés.

## Feldolgozások
1976-ban Sztevanovity Zorán énekelte a dalt a televízióban Sztevanovity Dusán magyar szövegével, Csókokkal vársz címmel.
A ’90-es évek végén Csonka András is feldolgozta, ugyanilyen címmel, de más szöveggel.